# Bitva u Sečan
Bitva u Sečan se odehrála 4.–5. dubna 1562 u Sečanského hradu. V bitvě porazil sandžak-bej Fiľakovského sandžaku Hasan Prodovič spojená vojska Zvolenské stolice a hornouhorských hornických měst o síle asi 10 000 mužů.

## Pozadí
Na jaře roku 1562 se kapitán zvolenského hradu Ján Balaša rozhodl využít nepřítomnost budínského paši a napadnout hrad Sečany. Současně se dozvěděl že sečanský bej Mahmud odešel do Sedmihradska pomoci při obléhání Satmáru, shodou okolností ho bránil jeho mladší bratr Melchior. Měl v úmyslu prolomit okruh tureckých pevností ohrožujících důlní města.
Vyzval důlní města, aby mu dodaly vojáky. V dramatickém listu v březnu se na ně obrátil s výzvou, aby využili bohem danou a od mnoha let nebývalou příležitost. Shromáždil armádu 10–12 tisíc vojáků, ale pouze minimální část z nich měla vojenský výcvik. Pěchota se skládala z milicí hornických měst. Měli pouze dvě děla a bylo třeba přímého rozkazu císaře, aby byl dodán střelný prach z Banské Štiavnice.
Posádka hradu se udatně bránila a požádala o pomoc beje Hasana ve Fiľakovu. Balaša také žádal posily, Juraj Bebek mu poslal 1 000 jezdců a z Egeru 200 pěšáků.

## Průběh
Brzy ráno 4. dubna 1562 turecká jízda napadla uherskou jízdu ještě v táboře a rozprášila ji, současně s tím dorazila na bojiště i posila žoldnéřů z Egeru a byla také zničena při přechodu řeky Ipeľ. Její velitel Demeter Matyus se utopil v řece. Posádka uskutečnila výpad z hradu a napadla pěchotu. Po porážce a útěku jízdy dal Balaša rozkaz k ústupu. Nevycvičená pěchota nedokázala odolávat útokům turecké jízdy a v průběhu následujícího dne byla zničena. Balaša se vrátil do Zvolena s třemi vojáky. Do Banské Bystrice se vrátilo ze 700 mužů šest, do Kremnice devět.
Byla to nejkrvavější bitva od Moháče. Padlo kolem 10 000 lidí, skoro všichni ze středního Slovenska. Turci promarnili jedinečnou příležitost obsadit střední Slovensko, protože města zůstala prakticky bez vojenských posádek. Prodovič přecenil jejich vojenskou sílu a nechtěl riskovat svou malou armádu, stal se budínským pašou, což byla druhá nejvyšší pozice v Osmanské říši po velkovezírovi.